# Scharlachberg

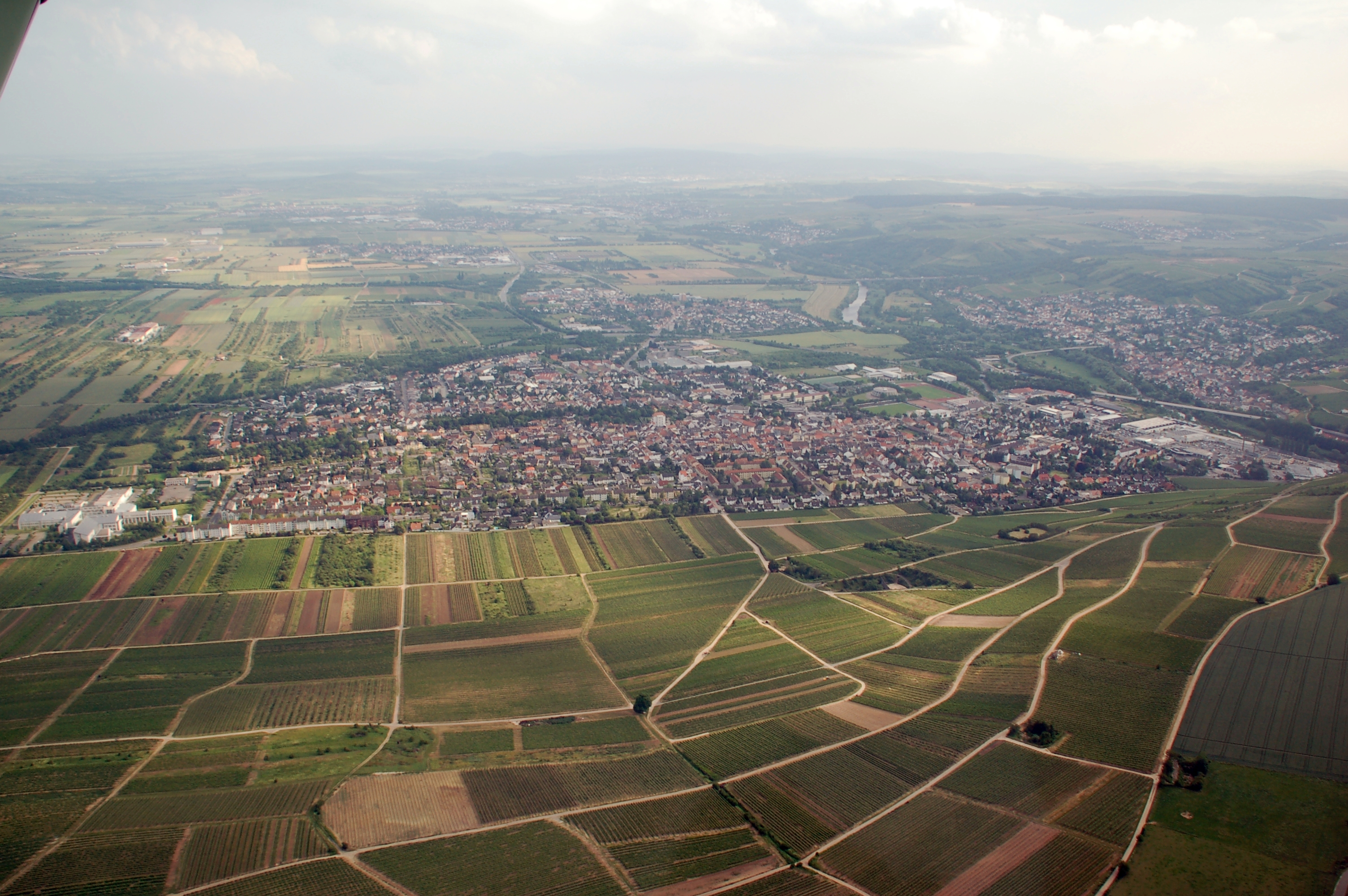
Lage Scharlachberg (rechts) bei Büdesheim (Bildmitte), 2007

Der Scharlachberg ist eine 25 ha große Weinlage und die renommierteste Einzellage des Stadtteils Büdesheim der Stadt Bingen am Rhein im nördlichen Rheinhessen (Rheinland-Pfalz). Es ist eine vom Verband Deutscher Prädikatsweingüter (VDP) klassifizierte Lage, was heißt, dass Weine dieser Lage als „Großes Gewächs“ vermarktet werden können, sofern noch andere Qualitätsmerkmale erfüllt werden.

## Lage, Klima, Boden
Die Weinlage „Scharlachberg“ erstreckt sich nordnordwestlich von Büdesheim. Sie ist Teil der Großlage Sankt Rochuskapelle des Weinbaugebiets Rheinhessen und wird westlich von der Nahe, nördlich von den Binger Einzellagen „Schlossberg-Schwätzerchen“ und „Rosengarten“ sowie östlich von der Einzellage „Bubenstück“ begrenzt.
Die Lage befindet sich in 110 bis 200 m ü. NHN, der Steigungswinkel beträgt bis zu 36 %. Durch die Exposition von Südost bis Süd kommt die einfallende Sonne besonders dem Riesling zugute. Der Boden besteht aus Quarzit und Schieferverwitterungsgestein mit einem hohen Anteil von Eisenoxidpigmenten in der Oberschicht. Diese scharlachrote Pigmentierung gab der Lage ihren Namen. Des Weiteren wird auch steiniger sandiger Lehm vorgefunden.
Der Riesling ist die im Scharlachberg bevorzugte Rebsorte. Aus dem Hunsrück kommen kühlende Luftströmungen, welche die Feuchtigkeit von den Blättern nehmen, was den Gesundheitszustand der Perkel fördert und späte Lesezeitpunkte möglich macht.

## Geschichte
Der Scharlachberg wird 1248 erstmals genannt:
„Das Kapitel der Stiftskirche zu Bingen übergibt dem Kloster Erbach einen Weinberg an der Mühle gegen einen Weinberg, der Scharlach (scarlachen) genannt wird.“
Des Weiteren ist eine Verordnung des Mainzer Stephansstiftes aus der Zeit vor 1697 bekannt, die fordert, keine Parzellen an Ausmärker zu verkaufen:
„Verbott Kein Placken wüst oder weingarth im Scharlachberg einem frembden zu verkauffen.....Desgleichen ordnen, wollen und befehlen wir Ernstlich gebietend Einem Jeden Unterthanen und Inngesessenen Bürger, daß er Kein Placken weingarth oder wüst, im Scharlachberg gelegen, Einem frembden Ausgemarker Keineswegs Verkauffen, vertäuschen oder Vereußern soll by hoher Straff, Uns Vorbehalten, da aber einem Ausgemarker durch Erbfall darin etwas Zufallen würtde, soll der Gebühr nach mit Ihm in Billigkeit gehandelt, Jedoch keinem Ausgemarker, sondern Unserem Unterthanen und Inngesessenen, Innwöhner die Lösung gestellt werden.“
Eine weitere Verordnung sagt, dass im Scharlachberg und Amberg nur Riesling gepflanzt werden solle,
„da der sonst gewesene gute Beruf der weine zu Büdesheim um deswillen in etwas abgenommen“, weil dort „schlechte Traubenstöcke“ eingeführt und gepflanzt worden seien. Wenn in Zukunft schlechte Stöcke angelegt würden, so sollten sie „von Oberkeit wegen wieder ausgehawen und der Übertreter mit gebührend Straff belegt werden.“
Im gleichen Buch wird der Scharlachberg 1927 unter Weinnamen mit Weinorten und -lagen wie Laubenheimer, Bodenheimer, Nackenheimer, Niersteiner, Oppenheimer, Liebfraumilch, Binger Eifel, Ober-Ingelheimer und anderen genannt. Man kennt sie „allüberall, wo in der Welt Rheinwein getrunken wird.“ Jahre zuvor bereits rühmte Johann Philipp Bronner in seinem 1834 erschienenen Buch über den „Weinbau in der Provinz Rheinhessen, im Nahethal und Moselthal“ den dort angebauten Wein in Superlativen. Die Einzellage zählte schon im Jahre 1848 zu den höchstklassifizierten Lagen des Großherzogtums Hessen. 1898 wurde daher in Bingen die Cognac-Brennerei Scharlachberg GmbH gegründet um von diesem Namen zu profitieren. Ab der zweiten Hälfte der 1950er Jahre zeichnete der Cartoonist Loriot für den dort produzierten Scharlachberg Meisterbrand eine Reihe von Werbefilmchen. In der noch jungen Bundesrepublik verschafften die Figuren mit der markanten Knollennase so schließlich auch dem Weinbaugebiet überregionale Bekanntheit.

## Besitz
Im Scharlachberg begütert sind zum Beispiel die drei VDP-Weingüter Weingut Bischel (Appenheim), Weingut Kruger-Rumpf und Weingut Prinz Salm sowie Weingut Herbert Bretz, Vinothek & Weinschule Hemmes, Kommerzienrat P.A. Ohler’sches Weingut und das Weingut Riffel (Büdesheim).